# Верхопуйское
Верхопуйское — проточное пресное озеро в системе верхопуйских озёр на северо-западе Вельского района Архангельской области. Озеро соединено с Холмовским озером, впадающая и вытекающая река — Пуя.
Озеро вытянуто с северо-запада на юго-восток примерно на 4,9 километра, максимальное расстояние между берегами около 400 метров. Озеро глубокое, максимальные глубины больше 20 метров. Берега холмистые, высокие, береговая линия изрезана бухтами, мысами. На озере есть несколько островов. Основные представители ихтиофауны озера — окунь и плотва, Также встречается щука, ёрш, налим и лещ.
Площадь водоёма 1,8 км², водосборная площадь 349 км²

## Населённые пункты
На берегах озера расположены населённые пункты муниципального образования «Липовское»: на левом (северном) берегу — село Георгиевское и ныне нежилая деревня Доровская, на правом (южном) — деревня Колоколовская.
Через озеро установлен мост.